# Anthela ostra
Anthela ostra là một loài bướm đêm thuộc họ Anthelidae được Charles Swinhoe mô tả đầu tiên năm 1903. Loài này có ở Úc.